# Eland, Wisconsin
Eland là một làng thuộc quận Shawano, tiểu bang Wisconsin, Hoa Kỳ. Năm 2006, dân số của làng này là 251 người.